# Liste der Biografien/Eru
Liste der Biografien |
Portal Biografien |
Personensuche
# |
A |
B |
C |
D |
E |
F |
G |
H |
I |
J |
K |
L |
M |
N |
O |
P |
Q |
R |
S |
T |
U |
V |
W |
X |
Y |
Z |
?
 
Ea |
Eb |
Ec |
Ed |
Ee |
Ef |
Eg |
Eh |
Ei |
Ej |
Ek |
El |
Em |
En |
Eo |
Ep |
Eq |
Er |
Es |
Et |
Eu |
Ev |
Ew |
Ex |
Ey |
Ez
 
Era |
Erb |
Erc |
Erd |
Ere |
Erf |
Erg |
Erh |
Eri |
Erj |
Erk |
Erl |
Erm |
Ern |
Ero |
Erp |
Err |
Ers |
Ert |
Eru |
Erv |
Erw |
Erx |
Ery |
Erz
Die Liste der Biografien führt alle Personen auf, die in der deutschsprachigen Wikipedia einen Artikel haben. Dieses ist eine Teilliste mit 11 Einträgen von Personen, deren Namen mit den Buchstaben „Eru“ beginnt.

## Eru

### Erua
- Eruani, Azibapu Godbless (* 1973), nigerianischer Arzt, Industrieller und Philanthrop

### Eruc
- Eruchan (1870–1915), armenischer Schriftsteller
- Erucianus Silo, Gaius, römischer Suffektkonsul (110)
- Erucius Clarus, Gaius, römischer Senator
- Erucius Clarus, Sextus († 146), römischer Konsul 146

### Erul
- Erulin, Philippe (1932–1979), französischer Offizier

### Erum
- Erumachadath, Joseph (* 1960), indischer Priester, Bischof von Bhadravathi
- Erumduli Barlas, mongolischer Fürst und Heerführer

### Erun
- Erundina, Luiza (* 1934), brasilianische Politikerin

### Eruz
- Eruz, Cahit (1944–2015), türkischer Fußballspieler
- Eruzione, Mike (* 1954), US-amerikanischer Eishockeyspieler